# 2260 Neoptolemus
A 2260 Neoptolemus (ideiglenes jelöléssel 1975 WM1) egy kisbolygó a Naprendszerben. Bíbor-hegyi Obszervatórium fedezte fel 1975. november 26-án. A Jupiter pályáján keringő Trójai csoport tagja.